# Cratere Fulla
Fulla è un cratere sulla superficie di Callisto.